# Bellou-en-Houlme
Bellou-en-Houlme és un municipi francès situat al departament de l'Orne i a la regió de Normandia. L'any 2007 tenia 1.063 habitants.

## Demografia

### Població
El 2007 la població de fet de Bellou-en-Houlme era de 1.063 persones. Hi havia 435 famílies de les quals 124 eren unipersonals (41 homes vivint sols i 83 dones vivint soles), 141 parelles sense fills, 149 parelles amb fills i 21 famílies monoparentals amb fills.
La població ha evolucionat segons el següent gràfic:
Habitants censats

### Habitatges
El 2007 hi havia 514 habitatges, 441 eren l'habitatge principal de la família, 25 eren segones residències i 48 estaven desocupats. 489 eren cases i 24 eren apartaments. Dels 441 habitatges principals, 319 estaven ocupats pels seus propietaris, 109 estaven llogats i ocupats pels llogaters i 13 estaven cedits a títol gratuït; 5 tenien una cambra, 38 en tenien dues, 90 en tenien tres, 108 en tenien quatre i 200 en tenien cinc o més. 313 habitatges disposaven pel capbaix d'una plaça de pàrquing. A 233 habitatges hi havia un automòbil i a 171 n'hi havia dos o més.

### Piràmide de població
La piràmide de població per edats i sexe el 2009 era:
| Homes | Edats   | Dones |
| ----- | ------- | ----- |
| 0     | 95 o +  | 0     |
| 0     | 90 a 94 | 4     |
| 0     | 85 a 89 | 8     |
| 0     | 80 a 84 | 8     |
| 32    | 75 a 79 | 36    |
| 28    | 70 a 74 | 28    |
| 28    | 65 a 69 | 36    |
| 20    | 60 a 64 | 24    |
| 16    | 55 a 59 | 8     |
| 40    | 50 a 54 | 28    |
| 48    | 45 a 49 | 24    |
| 44    | 40 a 44 | 32    |
| 40    | 35 a 39 | 44    |
| 24    | 30 a 34 | 36    |
| 32    | 25 a 29 | 12    |
| 12    | 20 a 24 | 8     |
| 48    | 15 a 19 | 24    |
| 16    | 10 a 14 | 24    |
| 20    | 5 a 9   | 32    |
| 32    | 0 a 4   | 36    |

## Economia
El 2007 la població en edat de treballar era de 638 persones, 484 eren actives i 154 eren inactives. De les 484 persones actives 443 estaven ocupades (263 homes i 180 dones) i 42 estaven aturades (18 homes i 24 dones). De les 154 persones inactives 52 estaven jubilades, 40 estaven estudiant i 62 estaven classificades com a «altres inactius».

### Ingressos
El 2009 a Bellou-en-Houlme hi havia 464 unitats fiscals que integraven 1.144 persones, la mediana anual d'ingressos fiscals per persona era de 16.035 €.

### Activitats econòmiques
Dels 29 establiments que hi havia el 2007, 1 era d'una empresa extractiva, 1 d'una empresa alimentària, 2 d'empreses de fabricació d'altres productes industrials, 4 d'empreses de construcció, 9 d'empreses de comerç i reparació d'automòbils, 4 d'empreses d'hostatgeria i restauració, 2 d'empreses de serveis, 3 d'entitats de l'administració pública i 3 d'empreses classificades com a «altres activitats de serveis».
Dels 11 establiments de servei als particulars que hi havia el 2009, 2 eren tallers de reparació d'automòbils i de material agrícola, 1 paleta, 1 fusteria, 2 lampisteries, 1 empresa de construcció, 2 perruqueries i 2 restaurants.
Dels 3 establiments comercials que hi havia el 2009, 1 era una botiga de més de 120 m², 1 una botiga de menys de 120 m² i 1 una joieria.
L'any 2000 a Bellou-en-Houlme hi havia 59 explotacions agrícoles que ocupaven un total de 2.850 hectàrees.

## Equipaments sanitaris i escolars
El 2009 hi havia una escola elemental.

## Poblacions més properes
El següent diagrama mostra les poblacions més properes.